# TREM2
TREM2 (англ. Triggering receptor expressed on myeloid cells 2) – білок, який кодується однойменним геном, розташованим у людей на короткому плечі 6-ї хромосоми. Довжина поліпептидного ланцюга білка становить 230 амінокислот, а молекулярна маса — 25 447.
| 10         |  | 20         |  | 30         |  | 40         |  | 50         |
| ---------- |  | ---------- |  | ---------- |  | ---------- |  | ---------- |
| MEPLRLLILL |  | FVTELSGAHN |  | TTVFQGVAGQ |  | SLQVSCPYDS |  | MKHWGRRKAW |
| CRQLGEKGPC |  | QRVVSTHNLW |  | LLSFLRRWNG |  | STAITDDTLG |  | GTLTITLRNL |
| QPHDAGLYQC |  | QSLHGSEADT |  | LRKVLVEVLA |  | DPLDHRDAGD |  | LWFPGESESF |
| EDAHVEHSIS |  | RSLLEGEIPF |  | PPTSILLLLA |  | CIFLIKILAA |  | SALWAAAWHG |
| QKPGTHPPSE |  | LDCGHDPGYQ |  | LQTLPGLRDT |  |            |  |            |

A: Аланін

C: Цистеїн

D: Аспарагінова кислота

E: Глутамінова кислота

F: Фенілаланін

G: Гліцин

H: Гістидин

I: Ізолейцин

K: Лізин

L: Лейцин

M: Метіонін

N: Аспарагін

P: Пролін

Q: Глутамін

R: Аргінін

S: Серин

T: Треонін

V: Валін

W: Триптофан

Кодований геном білок за функцією належить до рецепторів. 
Задіяний у такому біологічному процесі, як альтернативний сплайсинг. 
Локалізований у клітинній мембрані, мембрані.
Також секретований назовні.